# Egardus
Egardus, noto anche come Engardus o Johannes Echgaerd, (fl. XIV-XV secolo), è stato un compositore fiammingo, seguace dell'Ars nova, attivo fra il tardo XIV ed il primo XV secolo.
Quasi nessuna informazione esiste sulla sua vita e solo tre delle sue opere sono note. Un certo "Johannes Ecghaerd", cappellano a Bruges e Diksmuide potrebbe essere Egardus. Le opere esistenti, un canone e due  Gloria, sembrano essere meno complessi della musica scritta dai compositori della metà del secolo, forse perché composti o all'inizio od alla fine della carriera di Egardus.

## Biografia
L'enigma della sua biografia nasce dalla difficoltà di sapere se egli era fiammingo o italiano. Una origine settentrionale è suggerita dal suo nome, una copia di una delle sue opere si trova in un manoscritto fiammingo, e una citazione possibile della sua musica è fatta da Thomas Fabri. Ma con una sola altra eccezione, tutte le sue composizioni si trovano in manoscritti del nord Italia, ad eccezione di un manoscritto polacco. La più importante ricerca biografica su di lui venne condotta da Reinhard Strohm, che concluse era al tempo più comune che compositori del nord Europa si spostassero in Italia che viceversa.
Strohm identificò un "Magister Johannes Ecghaerd" nominato vice maestro del coro nella cattedrale di St. Donatian (Sint-Donaaskathedraal) a Bruges nel 1370 come possibile Egardus. Quanto suggerito da Strohm farebbe intendere che Echgaerd sarebbe nato prima del 1340. Strohm nota anche dei punti di contatto di un testo di opera di Thomas Fabri, un compositore olandese, con Furnos reliquisti, una coincidenza poco probabile se non stavano lavorando in stretta vicinanza l'uno all'altro. Johannes Egardus fu cappellano a Diksmuide e Bruges. I suoi pezzi contenuti in un manoscritto di Padova suggeriscono a Strohm che egli potesse essere residente in quella città. Nino Pirrotta ha avanzato l'ipotesi che egli potrebbe essere stato alla corte papale di Bologna intorno al 1410. Tuttavia l'ipotesi di Pirrotta è basata sulla posizione delle opere di Egardus all'interno del manoscritto Mod A - ma un accostamento fra manoscritto e la Corte si ritiene ora meno probabile visto che egli non figura nella lista dei cantori della cappella papale.

## Opere
Solo tre composizioni di Egardus sono giunte fino a noi. Un canone, Furnos reliquisti quare; Equum est et salutare si trova in, Mod A (Modena, Biblioteca Estense e Universitaria alpha.M.5.24). Le altre due sue composizioni ebbero una distribuzione più ampia. Il Gloria con il tropo "Spiritus et Alme" appare in tre manoscritti, Utrecht, Universiteitsbibliotheek 1846 (olim 37, scoperto da Schmid e Strohm) e due manoscritti da Padova, Biblioteca Universitaria: MSS Ba 2.2.a (formerly 1225, part of Pad D) e 1475 (part of Pad A). Entrambi i manoscritti di Padova provengono dall'Abbazia di Santa Giustina. Un Gloria appare in cinque fonti diverse: Varsavia, Biblioteka Narodowa, MS III.8054 (olim Biblioteka Krasiński 52, commonly called Kras.) f. 204v-205r, Mod A f. 21v-22r, una collezione di Grottaferrata e al Dartmouth College (f. Dv-4r), Padua Ba 2.2.a (1225), f. 1v, and, recently identified, a Udine, Archivio di Stato framm. 22 recto (part of Cividale A). Nella fonte di Varsavia, la composizione è titolata "Opus Egardi." In Mod A, viene indicato "Egardus". Nelle altre non vi è alcuna attribuzione. Strohm nota che la musica di Egardus è meno complessa di quella di altri compositori di metà secolo, ma questa mancanza di complessità può essere dovuta al fatto che venne composta in data antecedente (coeva con Philippe de Vitry) o molto dopo (prima di Johannes Ciconia).

## =Edizioni musicali
- Fischer, Kurt von and F. Alberto Gallo, editors. Italian Sacred and Ceremonial Music, Polyphonic Music of the Fourteenth Century 12 (Monaco: Éditions de l'Oiseau-Lyre, 1976), p. 21 (untroped Gloria).
- Fischer, Kurt von and F. Alberto Gallo, editors. Italian Sacred and Ceremonial Music, Polyphonic Music of the Fourteenth Century 13 (Monaco: Éditions de l'Oiseau-Lyre, 1987), p. 90 (Gloria, "Spiritus et Alme"), 214 (Furnos reliquisti).